# Larache
Larache ou Laraxe (em árabe: العرائش; romaniz.: Al-‘Araish) é uma cidade da costa atlântica noroeste de Marrocos, situada na margem esquerda do estuário do rio Luco. É a capital da província homónima, que faz parte da região de Tânger-Tetuão. Em 2004 tinha 106 985 habitantes e estimava-se que em 2012 tivesse 121 257 habitantes.
Larache é a sucessora da cidade da Antiguidade de Lixo (em latim: Lixus), cujas ruínas se encontram na margem esquerda do Luco a pouca distância da núcleo urbano. Lixo foi fundada pelos fenícios no século VIII a.C., posteriormente foi uma colónia cartaginesa e mais tarde uma colónia romana, integrada na província romana da Mauritânia Tingitana.

## História
Segundo a lenda, o mítico Jardim das Hespérides, onde se encontravam as maçãs de ouro guardadas pelo dragão Ládon situava-se onde é hoje Larache.[carece de fontes?]
A cidade atual, considerada um prolongamento geográfico e histórico da antiga Lixo, situada a três quilómetros, teria sido fundada a seguir à conquista muçulmana por um  grupo de soldados da Arábia, que instalaram o seu acampamento perto de Lixo. Segundo outra versão, Larache foi fundada pelos Idríssidas, durante o reinado de Maomé I, que entregou o governo da cidade ao seu irmão Iáia ibne Idris, quando combatentes árabes instalados em Lixo estenderam os seus acampamentos para a outra margem do Luco.[carece de fontes?]
Em 1471, os portugueses estabelecidos em Arzila e Tânger subiram o estuário do Luco até um local de portagem próximo da cidade, onde começaram a construir uma fortaleza que segundo alguns não teriam terminado porque foram expulsos por combatentes tribais e pelo exército de Mulei Nácer, da Dinastia Oatácida, que mandou construir muralhas e um forte chamado Al Fath, Leqbibat, ou castelo de Santo António, com o objetivo de proteger a cidade desde o mar e evitar mais incursões pelo rio.[carece de fontes?]
Outras versões relatam que em 1491 os portugueses expulsaram todos os habitantes de Larache, que só voltaria a ser povoada em 1578, quando o sultão saadiano Maomé Axeique constrói uma fortaleza na entrada do porto.[carece de fontes?]

## Centro histórico (almedina)
A principal artéria do que era a cidade espanhola é a rua Maomé V, originalmente chamada Rainha Vitória, dá acesso à Praça da Libertação, antes Praça de Espanha, o centro nevrálgico da cidade, onde se unem a antiga almedina e o ensanche (zona moderna). A Praça de Espanha foi construída com a intenção de criar uma ligação entre a cidade velha e a cidade nova; é de forma elíptica, para se moldar às muralhas da almedina e está rodeada de belos edifícios de estilo tradicional. A cidade antiga é de forma triangular e estende-se entre o castelos de El-Kebibat e da Cegonha (La Cigüeña) e o porto. Antigamente era completamente muralhada, atualmente está sobrepovoada e mal conservada.
Entrando na Praça da Libertação cruza-se a porta de Bab Marra, ou da Medina, reformada durante o protetorado e acede-se a uma bela praça com portas, o soco Chico (ou Souk Sgher; século XVIII), o centro do soco (zona comercial) e antiga praça de armas, cujas arcadas foram restauradas pelos espanhóis. A praça é dominada pela Mesquita Maior, erigida no século XVIII. À esquerda do soco Xico encontra-se o madraçal (século XVIII), instalado num antigo funduque (caravançarai, estalagem) com um amplo pátio central. Junto ao madraçal encontra-se a porta do bairro de Kebibat, que é atravessado pela antiga Rua do Hospital, a qual termina no castelo de Kebibat, também chamada de Santo António, construído pelos Saadianos no século XVI como fortaleza para a defesa da cidade. Em 1911 foi convertido em hospital pelos espanhóis.

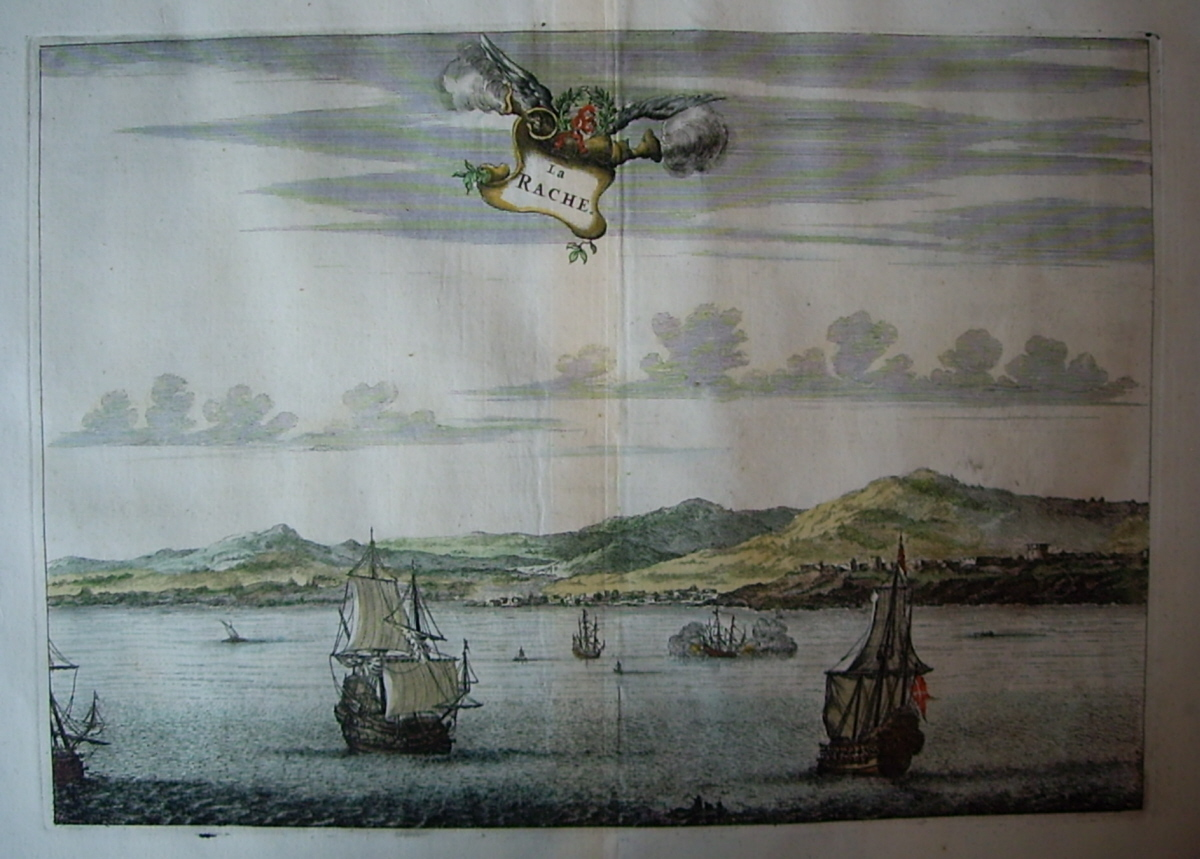
Gravura de Larache em 1670

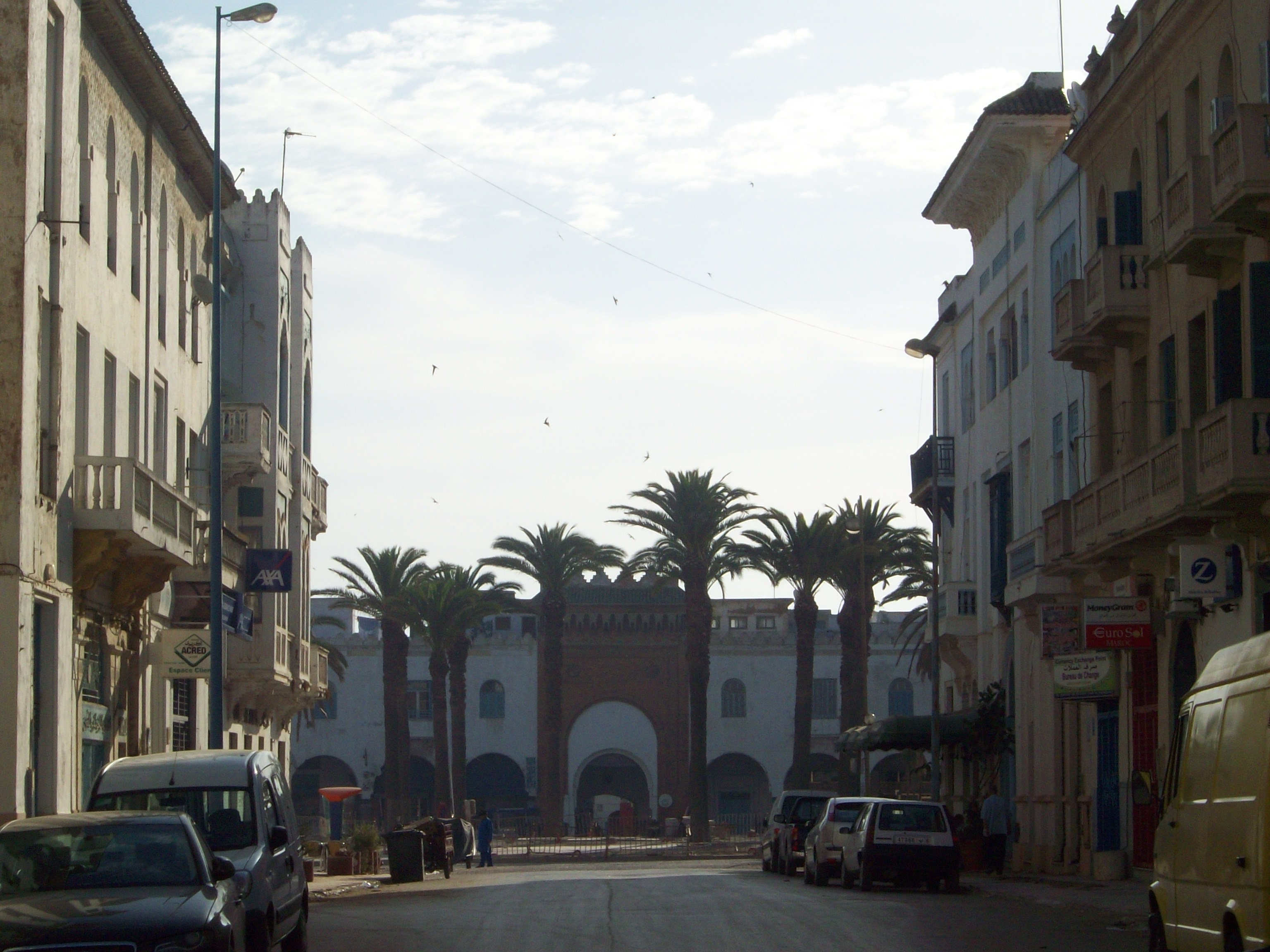
Praça da Libertação, antiga Praça de Espanha

Continuando para norte desde o soco Chico, encontra-se a Porta do Mar, à beira do rio, antigo "varadero" (local onde se guardam ou reparam barcos), hoje urbanizado com a construção duma nova avenida e terrenos portuários. Em direção a leste, perto da antiga muralha, encontra-se a mesquita Nassaria (século XVIII), a mellah (antigo bairro judeu), com as suas casas com amplas varandas, a antiga igreja de São José (1909), de estilo neogótico, com uma bela torre atualmente em ruínas, e sai-se da almedina pela porta do molhe (século XVIII), onde se situam os antigos estaleiros estaleiros navais do século XVIII, ainda em uso. Na mesma área situa-se o antigo hospital do Crescente Vermelho, que tem uma pequena igreja.
À direita do soco encontra-se a porta da Alcáçova (Alcazaba), construída no século XV , na qual existe uma fonte e foi uma das principais portas da cidade nos séculos XV e XVI. A porta dá acesso à Rua da Alcáçova, que se dirige para leste, passando por uma pequena praça e pela mesquita Anuar, com o seu minarete octogonal. É provável que esta mesquita tenha sido construída sobre o antigo  convento e cemitério cristão de São Francisco.
Perto dali, na Praça do Makhzen, as vistas sobre o porto e a colina de Lixo são esplêndidas. Ali se situam vários edifícios, como a alcáçova primitiva, onde funcionou o Comando Geral espanhol, com uma torre de relógio em estilo neo-árabe, reformada por García de la Herrán, uma obra única no seu estilo no protetorado. Atualmente é um conservatório de música, com o interior decorado, onde se destaca o pátio e a escadaria. Junto do conservatório, encontra-se o Castelo da Cegonha (ou Lalalique), ou de Nossa Senhora da Europa, construído no século XVI pelos Saadianos. De forma triangular e com altas muralhas, faz lembrar as muralhas de Ceuta. Está rodeado pelo "Jardim das Hespérides". Em frente, à borda da encosta virada para o porto, situa-se a pequena Torre Judia (século XV , antiga torre defensiva, que ostenta o escudo dos Áustria. Atualmente a torre alberga um pequeno museu arqueológico. A seus pés fica o Jardim da Torre, que se estende junto às muralhas vizinhas.

## Praia
A praia de Larache situa-se na margem do rio Luco oposta à da cidade. Para lá se chegar pode atravessar-se o rio de barco ou ir de automóvel, percorrendo 10 quilómetros.

## Geografia e clima
Larache encontra-se na planície costeira da região histórica de Jebala (ou Yebala), que corresponde atualmente à região administrativa de Tânger-Tetuão. É banhada pelo Oceano Atlântico e pela foz do rio Luco. Situa-se 85 quilómetros a sul de Tânger e 100 quilómetros a sudoeste de Tetuão.
O terreno eleva-se progressivamente deste a orla marítima até chegar às serras interiores de Beni Gorfet, os contrafortes ocidentais da cadeia do Rife, da qual se encontram separadas pelo vale do Makhasen, o principal afluente do Luco, cujo curso alto forma o vale de Beni Aros.
O clima de Larache é do tipo mediterrânico. As temperaturas são altas no verão (máximas entre 27°C e 35°C) e temperadas no inverno (mínimas entre 6°C e 10°C). Recebe anualmente uma média de 700 a 800  de chuva.
| Dados climatológicos para Larache | Dados climatológicos para Larache | Dados climatológicos para Larache | Dados climatológicos para Larache | Dados climatológicos para Larache | Dados climatológicos para Larache | Dados climatológicos para Larache | Dados climatológicos para Larache | Dados climatológicos para Larache | Dados climatológicos para Larache | Dados climatológicos para Larache | Dados climatológicos para Larache | Dados climatológicos para Larache | Dados climatológicos para Larache |
| Mês                               | Jan                               | Fev                               | Mar                               | Abr                               | Mai                               | Jun                               | Jul                               | Ago                               | Set                               | Out                               | Nov                               | Dez                               | Ano                               |
| --------------------------------- | --------------------------------- | --------------------------------- | --------------------------------- | --------------------------------- | --------------------------------- | --------------------------------- | --------------------------------- | --------------------------------- | --------------------------------- | --------------------------------- | --------------------------------- | --------------------------------- | --------------------------------- |
| Temperatura máxima recorde (°C)   | 23                                | 26                                | 32                                | 36                                | 40                                | 38                                | 42                                | 42                                | 44                                | 36                                | 32                                | 30                                | 44                                |
| Temperatura máxima média (°C)     | 15                                | 16                                | 17                                | 18                                | 20                                | 22                                | 26                                | 25                                | 25                                | 21                                | 18                                | 16                                | 20                                |
| Temperatura mínima média (°C)     | 9                                 | 11                                | 11                                | 12                                | 15                                | 17                                | 20                                | 20                                | 19                                | 16                                | 13                                | 11                                | 15                                |
| Temperatura mínima recorde (°C)   | -                                 | -                                 | 2                                 | 5                                 | 7                                 | 8                                 | 12                                | 13                                | 11                                | 1                                 | -                                 | −1                                | −1                                |
| Dias com chuva                    | 8                                 | 8                                 | 7                                 | 8                                 | 5                                 | 3                                 | 1                                 | 1                                 | 2                                 | 6                                 | 9                                 | 11                                | 69                                |
| Fonte: Weatherbase                |                                   |                                   |                                   |                                   |                                   |                                   |                                   |                                   |                                   |                                   |                                   |                                   |                                   |